# 潘真理
潘真理（1960年—），是中國已退役女子羽球運動員。

## 簡歷
潘真理在1983年馬來西亞羽球公開賽贏得了女子單打冠軍，同年在中國全國運動會獲得雙打第二名。1987年，她在世界羽球錦標賽止步混雙八強，另外在斯堪地那維亞羽球公開賽中獲得混雙第二名。